# Cortes (Familienname)
Cortes, Côrtes, Cortés oder Cortês ist ein spanischer Familienname.

## Namensträger
- Adrián Cortés (* 1983), mexikanischer Fußballspieler
- Agustín Cortés Soriano (* 1947), spanischer Geistlicher, Bischof von Sant Feliu de Llobregat
- Alain Cortes (* 1952), französischer Moderner Fünfkämpfer
- Alejandro Cortes (Tennisspieler) (* 1955), kolumbianischer Tennisspieler
- Alejandro Cortés (Radsportler) (* 1977), kolumbianischer Radrennfahrer
- Alejandro Cortés (Musiker) (Alejandro Antonio Cortés Vilches; * 1984), chilenischer Gitarrist und Komponist
- Alejandro Cortés Rubiales, mexikanischer Filmproduzent
- Alfonso Cortés Contreras (* 1947), mexikanischer Priester, Erzbischof von León
- Alma Cortés (* 1997), mexikanische Leichtathletin
- Alfredo Cortês (Alfredo Cortez; 1880–1946), portugiesischer Dramatiker
- Antonio Cortés (1827–1908), spanisch-französischer Maler
- Antonio Cid Cortés (* 1954), spanischer Bocciaspieler
- Armando Cortes-Rodrigues (1891–1971), portugiesischer Schriftsteller, Philologe und Ethnologe
- Arnulfo Cortés (1931–1994), mexikanischer Fußballspieler
- Ascanio Cortés (1914–1998), chilenischer Fußballspieler
- Brayan Cortés (* 1995), chilenischer Fußballspieler
- Carlos Cortés, mexikanisch-amerikanischer Toningenieur
- Carlos Cortés Vargas (1883–1954), kolumbianischer Militär
- Carmen Cortés (* 1957), spanische Flamencotänzerin
- César Cortés (* 1984), chilenischer Fußballspieler
- Corinna Cortes (* 1961), US-amerikanische Informatikerin
- Daniel Lins Côrtes (* 1979), brasilianisch-neuseeländischer Fußballspieler
- David Cortés Caballero (* 1979), spanischer Fußballspieler
- Édouard Cortès (1882–1969), französischer Maler
- Efraín Cortés * (1984), kolumbianischer Fußballspieler
- Enric Cortès (* 1939), katalanischer Kapuziner und Bibelwissenschaftler
- Erasto Cortés Juárez (1900–1972), mexikanischer Grafiker
- Estefania Cortes-Vargas (* 1991), kanadische Politikerin (NDP)
- Eva Wildi-Cortés (* 1975), Schweizer Polizeidirektorin
- Federico Cortés (* 1937), argentinischer Radrennfahrer
- Fernando Cortés (1909–1979), puerto-ricanischer Schauspieler, Drehbuchautor und Regisseur
- Francisco Cortés (Skirennläufer) (* 1940), chilenischer Skirennläufer
- Francisco „Quico“ Cortés Juncosa (* 1983), spanischer Hockeyspieler
- Garðar Thór Cortes (* 1974), isländischer Sänger (Tenor)
- Gerardo Cortes senior (Gerardo Cortés Rencoret; 1928–??), chilenischer Moderner Fünfkämpfer
- Gerardo Cortes junior (* 1959), chilenischer Moderner Fünfkämpfer
- Gerardo Cortés (Fußballspieler) (Gerardo Elías Cortés Hermosilla; * 1988), chilenischer Fußballspieler
- Gregorio Cortés (* 1953), mexikanischer Fußballtorhüter
- Helena Cortés (* 1962), spanische Literaturwissenschaftlerin und Übersetzerin
- Hércules Cortés (1931–1971), spanischer Wrestler und Schauspieler
- Hernán Cortés (1485–1547), spanischer Konquistador
- Humberto Mariles Cortés (1913–1972), mexikanischer Springreiter
- Israel Bravo Cortés (* 1971), kolumbianischer Geistlicher, Bischof von Tibú
- Javier Cortés (* 1989), mexikanischer Fußballspieler
- Joaquín Cortés (* 1969), spanischer Tänzer
- Joaquín Ruiz-Giménez Cortés (1913–2009), spanischer Politiker
- Juan Cortés (Schauspieler), spanischer Schauspieler
- Juan Cortés (Wasserspringer) (* 2004), spanischer Wasserspringer
- Juan Donoso Cortés (1809–1853), spanischer Philosoph, Diplomat und Politiker
- Juan Rafael Cortés Santiago (* 1965), spanischer Flamenco-Sänger, siehe Duquende
- Julio César Cortés (1941–2025), uruguayischer Fußballspieler
- Julito Buhisan Cortes (* 1956), philippinischer Geistlicher, Bischof von Dumaguete
- León Cortés Castro (1882–1946), costa-ricanischer Politiker, Staatspräsident 1936 bis 1940
- Lorraine Cortés-Vázquez (* 1950), US-amerikanische Politikerin
- Luis Albeiro Cortés Rendón (1952–2022), kolumbianischer Geistlicher, Weihbischof in Pereira
- Manuel Cortés Quero (1906–1991), spanischer Politiker (PSOE), Bürgermeister von Mijas
- Manuel Muñoz Cortés (1915–2000), spanischer Romanist
- Mapita Cortés (1938–2006), puerto-ricanische Schauspielerin
- Martín Cortés de Albacar (1510–1582), spanischer Kosmograf
- Martín Cortés (El Mestizo) (1523?–1595), unehelicher Sohn von Hernán Cortés
- Martín Cortés (El Legítimo) (1532–1589), ehelicher Sohn von Hernán Cortés
- Martín Cortés (Fußballspieler) (* 1983), argentinischer Fußballspieler
- Mapy Cortés (1910–1998), puerto-ricanische Schauspielerin
- Máximo Cortés (* 1988), spanischer Automobilrennfahrer
- Onix Cortés (* 1988), kubanische Judoka
- Óscar Cortés (Fußballspieler, 1968) (* 1968), kolumbianischer Fußballspieler
- Óscar Cortés (Fußballspieler, 2003) (* 2003), kolumbianischer Fußballspieler
- Pedro Henrique Cortes Oliveira Góis (* 1992), brasilianisch-osttimoresischer Fußballspieler
- Phil Cortes (* 1982), kanadischer Radrennfahrer
- Prudencio Cortés (* 1951), mexikanischer Fußballtorhüter
- Quico Cortés (* 1983), spanischer Hockeytorhüter
- Rafael Cortés (* 1973), deutscher Flamencogitarrist
- Ramiro Cortés (Basketballspieler) (* 1931), uruguayischer Basketballspieler
- Ramiro Cortés (Fußballspieler) (1931–2016), chilenischer Fußballspieler
- Ramiro Cortés (Komponist) (1933–1984), US-amerikanischer Komponist
- Ricardo Cortés Lastra (* 1969), spanischer Politiker
- Ricardo Anaya Cortés (* 1979), mexikanischer Rechtsanwalt und Politiker (PAN)
- Roberto Cortés (1905–1975), chilenischer Fußballspieler
- Rodrigo Cortés (* 1973), spanischer Regisseur, Filmproduzent, Drehbuchautor und Schauspieler
- Rosalío Cortés Sánchez († 1884), nicaraguanischer Politiker
- Santiago Cortés (1854–1924), kolumbianischer Botaniker
- Sergio Cortés (* 1968), chilenischer Tennisspieler
- Tomás Abel Carrasco Cortés (* 1970), chilenischer Geistlicher, Bischof von San Juan Bautista de Calama
- Xavier Cortés Rocha, mexikanischer Architekt und Stadtplaner